# Otto 1. af Bayern
|  | Denne artikel omhandler Kong Otto 1. af Bayern. Artiklen om middelalderens Hertug Otto 1. af Bayern ligger under navnet Otto 1. af Bayern (hertug) |
Otto 1. af Bayern (27. april 1848 i München – 11. oktober 1916 sammesteds) var konge af Bayern fra 1886 til 1916. Han var søn af kong Maximilian 2. af Bayern og en yngre bror til kong Ludwig 2.
I 1870-71 deltog han i Den fransk-preussiske krig. Året efter blev han sindssyg og led resten af livet af personlighedsforstyrrelser. Efter broderens død blev Otto udråbt som ny konge den 14. oktober 1886. Allerede dagen efter, at han var udråbt som konge, greb lægerne ind. Kongen blev erklæret for umyndig, og hans farbror Luitpold var prinsregent i resten af sit liv. Efter Luitpolds død i 1912 blev hans søn  Ludwig (Ottos fætter) landets nye prinsregent. Ludwig blev medkonge i 1913 og enekonge i 1916. Kong Ludwig den 3. blev afsat ved Novemberrevolutionen i 1918. Han blev dermed Bayerns sidste konge. 